# HD 107079
HD 107079，又名CP-54 5113，SAO 239838、HR 4682，是一颗恒星，视星等为5，位于銀經298.27，銀緯7.43，其B1900.0坐标为赤經12h 13m 39.7s，赤緯-54° 7.43′ 14″。